# Sicarius minoratus
Sicarius minoratus là một loài nhện trong họ Sicariidae. S. minoratus được miêu tả năm 1849 bởi Nicolet.